# Флавиньо
Флавио Алекс Валенсио (порт.-браз. Flávio Alex Valêncio; 27 июля 1983, Жардин, штат Мату-Гросу-ду-Сул, Бразилия) — бразильский футболист, полузащитник.

## Биография
Флавиньо родился 27 июля 1983 года в бразильском городе Жардин. Свою профессиональную карьеру он начал в 2000 году в клубе СЭНЭ, который принадлежит корейскому основателю религиозного движения «Церковь Объединения» Мун Сон Мёну. Благодаря этому Флавио несколько месяцев в 2003 году выступал за южнокорейский клуб «Соннам Ильва Чунма», после чего вернулся в родной клуб.
В первой половине 2005 года Флавиньо играл за «Арасатубу» (в Лиге Паулисте), однако из-за финансовых проблем клуб снялся со всех соревнований и Флавиньо ушёл в «Парану». В клубе Серии A чемпионата Бразилии полузащитнику закрепиться не удалось и в 2006—2010 годах игрок поменял 4 клуба, включая выступления за «Гремио Баруэри» (в 2010 году носил название «Гремио Пруденти»). В составе этой команды он провел 65 матчей и забил 7 голов.
В 2010 году Флавиньо перешёл в клуб «Нефтчи», где играл под номером 9.

## Достижения
- Чемпион Азербайджана (3): 2010/11, 2011/12, 2012/13
- Обладатель Кубка Азербайджана (2): 2012/13, 2013/14